# 勇者斗恶龙 元气史莱姆2 大战车与尾巴团
《勇者斗恶龙 元气史莱姆2 大战车与尾巴团》是由Tose开发，史克威尔艾尼克斯为掌上游戏机平台任天堂DS发行的动作冒险游戏。本作是Game Boy Advance游戏《勇者斗恶龙 元气史莱姆 冲击尾巴团》的续作。游戏于2005年12月1日在日本发行，并于次年在北美发行。游戏是勇者斗恶龙系列的衍生作品。
《元气史莱姆2》以系列共通的敌人和吉祥物史莱姆为主角，这支特别的史莱姆名为史拉林（北美版称Rocket）。史拉林生活在一个叫史兰王国的史莱姆小镇，这里生活着系列中所见到的各种史莱姆。在《元气史莱姆2》中没有人类，代之的是史莱姆和系列中出现的各种其他怪物。作品有两种游戏形式，一种是俯视风格，玩家在各种不同的舞台操纵史拉林，另一种是史莱姆战车，玩家需要用它和敌人的战车对战，寻找弹药贯穿永锡的第一部分。任天堂3DS续作《勇者斗恶龙 元气史莱姆3 大海贼和尾巴团》发行于2011年11月2日。

## 情节
《勇者斗恶龙 元气史莱姆2 大战车与尾巴团》 设定与虚构的史莱姆王国。故事以四只史莱姆，史拉林、米伊洪、史拉美和多拉雄在城堡前玩耍开始。米伊洪拿到了一只贵重的勇车之笛（日语中勇车和勇者同音）并让史拉林吹响它，他的父亲跑过去后，米伊洪只好把勇车之笛藏在史拉林的嘴里。之后被称为尾巴团的组织入侵了史兰王国，并将101只史莱姆抓走100只。因为史拉林被撑的很长，尾巴团误以为他是一只虫子，并把它丢到开场的林道内。史拉林在这里开始了他救出被关在宝箱中的史莱姆伙伴的旅程。
史拉林后来发现了了一个被称作勇车史拉林加鲁的大战车，他需要用勇车之笛使它觉醒。他可以使用大战车与尾巴团控制的战车作战。史拉林还要和其他的敌人作战，如尾巴团首领顿·摩夏鲁（北美版称Don Clawleone），大魔王昂·佐·艾古（北美版称Flucifer）和叫做史莱巴的神秘史莱姆及他的艾利斯古鲁（北美版称Schwartzman）战车。史莱巴是他的主要对手，包括在炼金山的最终战在内，他在游戏中多次出现。

## 游戏玩法
游戏模式以前作为基础。玩家使用俯视视图进行游戏，并完全使用面部按钮和侧肩按钮操控史拉林。虽然史拉林的主要能力是通过弹性伸缩来冲击前方敌人，但他也可以跳起来并旋转。弹射的力量取决于玩家让他蓄力多长时间。这种方法经常在游戏中用作捡起目标或攻击敌人。当敌人或物品被弹射击中后就会飞起来，如果玩家想要捡起它们，就需要在物品掉落前移动到其所在的方位。玩家在任何特定的时间内最多可举起三个物品或敌人。任何举起的物品或敌人都可以用来当武器投向敌人。史拉林有以多个红心显示的生命计，当史拉林受到攻击后就会损失半个心。玩家可以通过寻找绣有道具来提升此值。
玩家在每个关卡都将发现一定数量的史莱姆，以及各种不同的道具与敌人。游戏使用昼夜系统，白天和晚上会产生不同的敌人。一些敌人会在白天醒着而在晚上睡觉，还有一些则相反。游戏由几个不同的关卡，但每关都会出现铁路。这些铁道通常通向史兰王国，玩家可以用其将道具、敌人或是其他史莱姆送回史兰王国，或是用铁路离开关卡。每个送回的史莱姆都会给玩家发送一封信，其中包括道具或是道具的配方。送回的敌人将会成为史兰王国的居民，但是每个种类的敌人只能有一个。送回的道具可以用作战车的弹药，或是卖给商店。另一个共通元素是战车战，玩家将可能和尾巴团战车作战。击败战车后史拉林将会得到特殊道具，有时候则可能是要送回史兰王国的史莱姆。大多数关卡快结束时都会出现一个头目。所有头目都会有一个血量计，为了推动情节，史拉林必须将其耗尽。当从关卡离开后，屏幕将会显示玩家在本阶段中获得的史莱姆，以及获得的全部道具与敌人。
在关卡交界处玩家会被送回史兰王国休息。尾巴团在攻击后会抓走全部史莱姆，同时还摧毁多数城镇并留下堵住房间和村庄大铁球。大多数的铁球会写有“ST”，即“史莱姆吨”（Smile Tons）。数字表示玩家营救出多少史莱姆才能搬走铁球。在游戏某处之后，救出的史莱姆将会重建史兰王国，并将其恢复到序章开始的状态。玩家在史兰王国还可以作几件事情。早期玩家只能储存游戏存档，但之后将会有越来越多的功能，包括战车定制、商店、战车竞技场、和冲浪小游戏，以及通过游戏中收集的秘诀合成道具的场所。

### 战车
另一个基本的游戏机制是战车战。战车战可以出现在关卡或是史兰王国的战车竞技场中。在关卡中，当玩家遇到一个战车前站有敌人的平台，玩家可以召唤出自己的战车来和他作战。当玩家进入战斗，上屏幕将会以放大视图在屏幕两边显示两辆战车，下屏幕将显示标准的游戏模式。每个战车都有两门装载弹药的大炮以及显示战车HP的HP计，后者会在不同战车中产生变化。弹药来自战车的不同地方；它们的掉落点会因战车的操作方法而改变。玩家可以像用弹性蓄力捡起道具那样捡起弹药。玩家之后可以强将弹药投到两门大炮中的一门并向对方开火。对方也会向玩家的战车开火尽管一些弹药有着更强的攻击和/或防御能力，但如果两个弹药互相碰撞则都会掉到地上。
玩家可以离开他的战车，可以将自己当炮弹射出或破坏敌人的战车。如果玩家通过大炮到达另一个战车，他将进入他们战车的的主视野。在他们的战车中，玩家可以使用蓄力弹射攻击破坏他们的电脑，使其难以进行回击。玩家还可以攻击他的对手或将弹药窃取到自己战车。对手也可以通过炮筒入侵或离开。战车HP为0时不会毁坏；代之的是当战车引擎的保护门被破坏时，对方战车会视试图入侵并毁坏引擎。如果引擎被毁。战车战将会结束。
在史兰王国，玩家可以将弹药加入其战车中。这些弹药由玩家在游戏中收集的道具组成。在游戏某处之后，玩家也可以选择三个电脑控制的战车助手，他们由特定的史莱姆组成。在一定条件下，玩家也可以和招募敌人。每个战车助手都可以让其听从命令的特殊指令。在史兰王国，玩家可以和另一个拥有任天堂DS及《元气史莱姆2》的玩家进行多人游戏。如果另一位玩家没有游戏，他则只能玩战车战演示。玩家会在大多数战车战胜利后得到特别道具或史莱姆，后者每场战车战只会出现一只。

## 开发
《勇者斗恶龙 元气史莱姆2 大战车与尾巴团》由勇者斗恶龙系列创作者堀井雄二和参与《勇者斗恶龙V》、《勇者斗恶龙VIII》及前作《冲击尾巴团》工作的渡部辰城制作。在作品开发早期，开发者有个利用触摸屏操作史拉林弹射的版本，但由于太难控制而放弃。由于渡部相信双屏功能是任天堂DS的核心，因而他想利用双屏幕。开发者还选择将人类排除在游戏外，由于如果人类出现，他们将可能围绕着杀死所有史莱姆。渡部称如果《元气史莱姆2》销量很好，那将继续开发续作，并将可能支持任天堂Wi-Fi Connection。

## 评价
《勇者斗恶龙 元气史莱姆2 大战车与尾巴团》通常得到正面评价，游戏在Metacritic和Game Rankings的汇总得分分别为83和82.36%。《任天堂力量》称赞游戏的多人战车战模式，并称游戏是一个“方便而令人满意的冒险”。《Play》杂志认为《元气史莱姆2》是一部高质量的衍生作品，并补充称其他开发人员应该向它学学。《Game Informer》认为《元气史莱姆2》中的史莱姆有种“不可抗拒的魅力”，并称游戏的探索模式是“有独创性的”。《电子游戏月刊》称赞了游戏，称其是一款“令人完全震惊的儿童游戏”。《Edge》认为虽然游戏不是引人注目但却几乎没有批评，杂志还将游戏开发者称为“工艺大师”。NGamer UK称游戏对话为“糟糕的有时更好”。